# RCH in het seizoen 1960/61
Het seizoen 1960/1961 was het zesde jaar in het bestaan van de Heemsteedse betaaldvoetbalclub RCH. De club kwam uit in de Nederlandse Eerste divisie B en eindigde daarin op de 18e plaats, hiermee degradeerde club rechtstreeks naar de Tweede divisie. Tevens deed de club mee aan het toernooi om de KNVB beker, hierin werd de club in de groepsfase uitgeschakeld.

## Wedstrijdstatistieken

### Eerste divisie B
|       | Be Quick | Blauw-Wit | DHC   | EBOH  | Eindhoven | Excelsior | Go Ahead | 't Gooi | Heerenveen | Helmond | Heracles | SHS   | Sittardia | SVV   | VSV   | Wageningen | ZFC   |
| ----- | -------- | --------- | ----- | ----- | --------- | --------- | -------- | ------- | ---------- | ------- | -------- | ----- | --------- | ----- | ----- | ---------- | ----- |
| Thuis | 3 – 0    | 0 – 2     | 1 – 1 | 1 – 2 | 0 – 0     | 2 – 2     | 1 – 2    | 0 – 2   | 2 – 0      | 4 – 1   | 2 – 5    | 2 – 1 | 1 – 0     | 2 – 3 | 2 – 4 | 5 – 1      | 3 – 5 |
| Uit   | 3 – 1    | 4 – 0     | 2 – 0 | 4 – 1 | 1 – 1     | 3 – 1     | 2 – 2    | 1 – 0   | 3 – 2      | 0 – 4   | 5 – 1    | 2 – 3 | 3 – 2     | 5 – 2 | 0 – 0 | 3 – 0      | 6 – 1 |

### KNVB beker
| Groepsfase                                           | EDO                                              | 3 – 2 (2 – 2) | RCH                                                  |
| 14 augustus 1960 Plaats: Haarlem Noordersportpark    | Ferry Kock 10' Jaap Duivenvoorden 35' Nijman 75' |               | –', –' Jan Honout                                    |
| Groepsfase                                           | RCH                                              | 0 – 3 (0 – 2) | Haarlem                                              |
| 17 augustus 1960 Plaats: Heemstede Sportparklaan     |                                                  |               | 25' Nico Jonker 29' Veen Otto Berendregt –' (pen.)   |
| Groepsfase                                           | ADO                                              | 0 – 4 (0 – 1) | RCH                                                  |
| 18 september 1960 Plaats: Den Haag Zuiderparkstadion |                                                  |               | 15' Bram Peper 47', –' Piet van der Lippe Jan Honout |
| Groepsfase                                           | RCH                                              | 2 – 4 (1 – 2) | DHC                                                  |
| 12 februari 1961 Plaats: Heemstede Sportparklaan     | Piet van der Lippe Jansen –' (e.d.)              |               | –', –' Piet Zeegers –', –' Frans Stallen             |

## Statistieken RCH 1960/1961

### Eindstand RCH in de Nederlandse Eerste divisie B 1960 / 1961
| Stand | Gespeeld | Gewonnen | Gelijk | Verloren | Punten | Doelpunten voor | Doelpunten tegen |
| ----- | -------- | -------- | ------ | -------- | ------ | --------------- | ---------------- |
| 18e   | 34       | 8        | 7      | 19       | 23     | 55              | 78               |

### Topscorers
| #      | Naam               | Goal |
| ------ | ------------------ | ---- |
| 1.     | Bram Peper         | 13   |
| 2.     | Piet Brouwer       | 9    |
| 2.     | Piet van der Lippe | 9    |
| 4.     | Jan Honout         | 8    |
| 5.     | Loek Bekkers       | 6    |
| 6.     | Jan Blom           | 2    |
| 6.     | Joop Rooders       | 2    |
| 8.     | Louis Biesbrouck   | 1    |
| 8.     | John Kroonsberg    | 1    |
| 8.     | Maup Kruijer       | 1    |
| 8.     | László Nánai       | 1    |
| 8.     | Ben Romviel        | 1    |
| 8.     | H. de Vries        | 1    |
| Totaal | Totaal             | 55   |

| #              | Naam               | Goal |
| -------------- | ------------------ | ---- |
| 1.             | Jan Honout         | 3    |
| 1.             | Piet van der Lippe | 3    |
| 3.             | Bram Peper         | 1    |
| Eigen doelpunt |                    |      |
| –              | Jansen (DHC)       | 1    |
| Totaal         | Totaal             | 8    |